# Xisco Jiménez
Francisco Jiménez Tejada (Palma de Mallorca, 26 juni 1986) - voetbalnaam Xisco - is een Spaans betaald voetballer die bij voorkeur in de aanval speelt. 
Hij debuteerde op 16 april 2005 voor Deportivo de La Coruña in de Primera División in de wedstrijd tegen Real Sociedad. Zijn eerste doelpunten maakte Jiménez op 15 mei 2005 tegen Real Zaragoza. Jiménez startte in de basis en scoorde tweemaal, maar door twee doelpunten van David Generelo eindigde de wedstrijd in 2-2. Na in het seizoen 2005/2006 slechts tien competitiewedstrijden te hebben gespeeld, speelde Jiménez in het seizoen 2006/2007 op uitleenbasis bij UD Vecindario in de Segunda División A. In het seizoen 2007/2008 keerde hij terug naar Deportivo. Na een persoonlijk succesvol jaar bij Deportivo werd Jiménez in 2008 gecontracteerd door het Engelse Newcastle United.
Tijdens seizoen 2017-2018 keerde hij terug naar zijn geboorteland en tekende een tweejarig contract bij CA Osasuna, een ploeg die vorig seizoen gedegradeerd was naar de Segunda División A.  Hij kon er een basisplaats afdwingen en het eerste seizoen eindigde de ploeg op een achtste plaats, maar het seizoen 2018-2019 werd het kampioen en kon zo zijn plaats op het hoogste Spaanse niveau opnieuw innemen.
De speler volgde de ploeg echter niet en tekende op 16 september 2019 voor het seizoen 2019-2020 bij CA Peñarol, een ploeg spelend op het hoogste niveau van Uruguay, Primera División.  Eerst tekende hij tot het einde van het burgerlijk jaar en op 15 januari 2020 tekende hij voor het burgerlijk jaar 2020. In december 2020 zou hij zijn contract niet meer verlengen.

## Statistieken
| seizoen    | club                     | land     | competitie                   | wed. | goals |
| ---------- | ------------------------ | -------- | ---------------------------- | ---- | ----- |
| 2003/04    | Deportivo de La Coruña B | Spanje   | Tercera División             | 23   | 17    |
| 2004/05    | Deportivo de La Coruña B | Spanje   | Tercera División             | 15   | 8     |
| 2004/05    | Deportivo de La Coruña   | Spanje   | Primera División             | 7    | 2     |
| 2005/06    | Deportivo de La Coruña   | Spanje   | Primera División             | 11   | 1     |
| 2006/07    | UD Vecindario            | Spanje   | Segunda División A           | 29   | 14    |
| 2007/08    | Deportivo de La Coruña   | Spanje   | Primera División             | 25   | 9     |
| 2008/09    | Newcastle United FC      | Engeland | Premier League               | 5    | 1     |
| 2009/10    | Newcastle United FC      | Engeland | Football League Championship | 2    | 0     |
|            | ->Racing Santander       | Spanje   | Primera División             | 23   | 3     |
| 2010/11    | Newcastle United FC      | Engeland | Premier League               | 2    | 0     |
|            | ->Deportivo de La Coruña | Spanje   | Primera División             | 9    | 2     |
| 2011/12    | ->Deportivo de La Coruña | Spanje   | Segunda División A           | 16   | 3     |
| 2012/13    | Córdoba CF               | Spanje   | Segunda División A           | 14   | 8     |
| 2013/14    | Córdoba CF               | Spanje   | Segunda División A           | 38   | 10    |
| 2014/15    | Córdoba CF               | Spanje   | Primera División             | 9    | 1     |
|            | RCD Mallorca             | Spanje   | Segunda División A           | 16   | 9     |
| 2015/16    | Córdoba CF               | Spanje   | Segunda División A           | 34   | 11    |
| 2016       | Muangthong United        | Thailand | Thai League 1                | 5    | 4     |
| 2017       | Muangthong United        | Thailand | Thai League 1                | 8    | 5     |
| 2017/18    | CA Osasuna               | Spanje   | Segunda División A           | 32   | 8     |
| 2018/19    | CA Osasuna               | Spanje   | Segunda División A           | 29   | 5     |
| 2019       | CA Peñarol               | Uruguay  | Primera División             | 13   | 5     |
| 2020       | CA Peñarol               | Uruguay  | Primera División             | 10   | 1     |
| Bijgewerkt | 18-01-2021               |          |                              |      |       |